# Calabrese (cognome)
Calabrese è un cognome di lingua italiana.

## Varianti
Calabresi, Calabretta, Calabretti, Calabretto, Calabria, Calabritta, Calabro.

## Origine e diffusione
Cognome tipicamente calabrese, è presente in tutta Italia a causa delle migrazioni interne, anche se è decisamente più attestato nel Sud.
Deriva dalla regione Calabria, area di provenienza del capostipite.
In Italia conta circa 5667 presenze.
La variante Calabretto è barese e trevigiana; Calabresi è panitaliano; Calabretta è calabrese; Calabria è tipicamente meridionale, con presenze anche a Brescia.

## Persone
- Giorgio Calabrese – paroliere e autore televisivo italiano
- Giosuè Calabrese – politico e dirigente pubblico italiano
- Giovanni Calabrese – canottiere italiano